# Vietomartyria nanlingana
Vietomartyria nanlingana là một loài bướm đêm thuộc họ Micropterigidae. Nó được Hashimoto & Hirowatari miêu tả năm 2009. Loài này có ở Nanling, Quảng Đông ở miền nam Trung Quốc.